# Ron Jeremy
Ron Jeremy (ur. 12 marca 1953 w Nowym Jorku), właśc. Ronald Jeremy Hyatt – amerykański aktor, producent i reżyser filmów pornograficznych, filmowiec i komik. Od śmierci aktora porno Johna Holmesa, stał się wiodącą postacią i ikoną branży dla dorosłych. W 2002 został umieszczony na pierwszym miejscu na liście „50. największych gwiazd branży porno wszech czasów” przez periodyk Adult Video News. Jeremy został wymieniony w Księdze rekordów Guinnessa za „Najwięcej występów w filmach dla dorosłych”.
Nazywany „Jeżem” (ang. The Hedgehog), Jeremy wystąpił również w wielu innych niż pornograficznych mediach, a reżyser Scott J. Gill nakręcił film dokumentalny o nim i jego spuściźnie, Porn Star: The Legend of Ron Jeremy, który został wydany w 2001.
Przez lata kilkanaście kobiet publicznie oskarżyło Jeremy’ego o napaść na tle seksualnym. Kilka zarzutów dotyczy jego występów na konwentach fanów, podczas których po omacku wkładał palce w uczestniczki bez ich zgody. W czerwcu 2020 Jeremy został oskarżony o cztery przypadki gwałtu i napaści na tle seksualnym z udziałem czterech kobiet, a w sierpniu 2020 był oskarżony o kolejnych 20 przypadków gwałtu lub napaści na tle seksualnym w okresie 16 lat – 2004–2020, w których uczestniczyło 12 kobiet i 15–letnia dziewczyna. Za przestępstwa łącznie groziło mu blisko 300 lat więzienia.

## Życiorys

### Wczesne lata
Przyszedł na świat na Long Island jako Ronald Jeremy Hyatt w nowojorskiej dzielnicy Queens w rodzinie żydowskiej jako syn Arnolda Hyatta. Wychowywał się z siostrą Susan. Jego matka biegle posługiwała się językiem niemieckim i francuskim, podczas II wojny światowej zajmowała się kryptografią, zmarła w 1961 roku na chorobę Parkinsona.
W 1971 ukończył Benjamin N. Cardozo High School w Bayside w nowojorskim Queens, gdzie uczęszczał były dyrektor Centrali Wywiadu George Tenet i aktor Reginald VelJohnson. W 1976 podjął studia na wydziale pedagogiki specjalnej w Queens College i pracował w szkole z upośledzonymi umysłowo. Porzucił jednak zawód nauczyciela, aby rozpocząć legalną karierę aktorską na Broadwayu i Off-Broadwayu.

### Kariera w branży porno
W październiku 1978 jego ówczesna dziewczyna przesłała do rozpatrzenia jedno z jego zdjęć dla redakcji magazynu dla pań „Playgirl” do rubryki Chłopak z sąsiedztwa (Boy Next Door), dostał nie tylko mnóstwo listów od wielbicielek, ale także od producentów filmów pornograficznych.
Po tym jak jego babcia Rose była nękana przez potencjalnych zalotników, którzy dzwonili do niej myśląc, że się z nim kontaktują (Rose wymieniana była wówczas w książce telefonicznej jako R. Hyatt), szybko porzucił swoje nazwisko z obawy przed zawstydzeniem swojej rodziny i zaczął w branży dla dorosłych wykorzystywać swoje pierwsze i drugie imię „Ron Jeremy”. Jego pierwszym występem w kinie dla dorosłych była postać doktora Burnsa w filmie Coed Teasers (1978), uhonorowanym AVN Award w kategorii „Najlepsza realizacja”.
W 1979 Jeremy otrzymał pseudonim przydomek „Jeż” („The Hedgehog”), nadany mu przez aktora porno Williama „Billa” Margolda, po sytuacji na planie komediodramatu porno Sparrowhawk Productions Gorączka olimpijska (Olympic Fever), gdzie Jeremy wystąpił jako Ivan w scenie autofellatio z Laurie Smith i Seką. Kiedy Jeremy przyleciał z Nowego Jorku, aby nakręcić film, spodziewając się ciepłej kalifornijskiej pogody, miał na sobie tylko koszulkę i szorty, nie przyniósł żadnej dodatkowej odzieży. Podczas długiej jazdy motocyklem do kompleksu, położonego w pobliżu Lake Arrowhead, w górach Kalifornii, pogoda pogarszała się do zamieci, która zmroziła go do punktu bliskiej hipotermii. Po dotarciu na miejsce Jeremy natychmiast wziął gorący prysznic. Kiedy skończył, jego skóra przybrała różowawy odcień z powodu skrajnych temperatur i wszystkie włosy na jego ciele stały jak druty. Komentarz Margolda do Jeremy’ego w tym momencie brzmiał: „Jesteś jeżem, mój przyjacielu. Chodzący, gadający jeż”.
Kolejne filmy z jego udziałem to m.in.: Tigresses and Other Man-Eaters (1979), Fascination (1980), Bad Girls 1 (1981), Bad Girls 2 (1983), Snatchbuckler (1985), Maddams Family (1991) w reż. Herschela Savage jako wujek Pester, Diabeł w Miss Jones II: Diabelski plan (The Devil in Miss Jones II: The Devil’s Agenda, 1991) jako diabeł, Flintbones (1992) czy ekranizacja porno na motywach powieści Aleksandra Dumasa Erotyczne przygody trzech muszkieterów (The Erotic Adventures of the Three Musketeers, 1992), gdzie wystąpił w roli kapitana. Grał też w produkcjach europejskich, w tym Prisma Cinematografica Cicciolina e Moana „Mondiali” (1990) jako Diego Maradona z Ciccioliną, Moaną Pozzi, Seanem Michaelsem i Roberto Malone, Mario Salieri Entertainment Group: Arabika (1992) jako Mossad u boku Christopha Clarka czy Private Media Group Private Gold 66: Cadillac Highway (2004) z Ashley Blue i Avy Scott. Został obsadzony w roli Buffalo w porno parodii Zły Mikołaj – Bardzo bardzo zły Święty Mikołaj (Very Very Bad Santa, 2005) z udziałem  Briana Surewooda i Annie Cruz.
W maju i czerwcu 2017 zdobył największą popularność w Nowym Meksyku.

### Obecność w kulturze masowej
W latach 80. był gospodarzem publicznego talk-show Interludes After Midnight. Pełnił funkcję konsultanta przy realizacji filmów: 9½ tygodnia (Nine 1/2 Weeks, 1985) z Kim Basinger i Mickeyem Rourke i Boogie Nights (1997) z Burtem Reynoldsem. Wystąpił także w małych rolach w kinowych filmach takich jak: dramat Klub 54 (54, 1994), dramat kryminalny Napad (Killing Zoe, 1994) jako strażnik bankowy, komedia Oszołom Show (Meet Wally Sparks, 1997) jako aktor porno, komedia Orgazmo (1997), dreszczowiec Ronin (1998) z Robertem De Niro, komedia Detroit Rock City (1999) z Edwardem Furlongiem jako klubowy striptizer MC, dramat kryminalny Święci z Bostonu (Boondock Saints, 1999) z Willemem Dafoe jako pomocnik włoskiego mafiosa, Uwikłany (Reindeer Games, 2000) z Benem Affleckiem i Charlize Theron w roli więźnia, melodramacie Rogera Avary’ego Żyć szybko, umierać młodo (Rules of Attraction, 2002), a także Adrenalina 2. Pod napięciem (Crank: High Voltage, 2009) i komedii romantycznej Julie Davis Odnaleziona rozkosz (Finding Bliss, 2009) z Leelee Sobieski i Denise Richards. W grudniu 2010 pojawił się w wideo Break.com Tron Jeremy, parodii filmu Tron: Dziedzictwo.
W 1998 jego rapowy singiel „Freak Of The Week” z DJ Polo pozostał 27 tygodni na liście Billboard. Don Argott nagrał głos Jeremy’ego do utworów wydanych na albumie muzycznym funk Pornosonic – Cream Streets (1999). W 2001 został zrealizowany film dokumentalny pt. Gwiazda porno: Legenda Rona Jeremy’ego (Porn Star: The Legend of Ron Jeremy). 6 stycznia 2002 gościł w hitowym teleturnieju Najsłabsze ogniwo (Weakest Link) z Garym Colemanem.
W 2004 był jedną z 30. gwiazd porno, które znalazły się książce XXX: 30 Porn Star Photographs fotografowane w strojach i nago przez Timothy Greenfielda-Sandersa. Portrety książki zostały zaprezentowane w kwietniu 2005 w Santa Monica i eksponowane pod koniec 2005 w galerii sztuki współczesnej w Mediolanie.
W 2006 Jeremy otworzył cykl debat o pornografii, której sprzeciwiał się pastor Craig Gross, założyciel serwisu internetowego anty-pornografii XXXchurch.com, odwiedzając różne kampusy w USA i Kanadzie w ramach „Porn Debate Tour”.
Zagrał postać Frankie’ego z tajnej organizacji wampirów działającej w Hollywood w horrorze Sunset Society (2018) u boku Lemmy’ego Kilmistera (Ace), Tracii Gunsa (Gage) i Jyrki 69.

## Problemy z prawem
Wiele kobiet oskarżyło Jeremy’ego o molestowanie seksualne, w tym Ginger Lynn, Jennifer Steele i Danica Dane. Organizatorzy Exxxotica ostatecznie zakazali mu występować w październiku 2017. Po kampanii w mediach społecznościowych prowadzonej przez modelkę internetową Ginger Banks, w związku z zarzutami branżowa grupa handlowa Free Speech Coalition, unieważniła nagrodę Positive Image Award przyznaną mu pierwotnie w 2009. W 2018 miał także zakaz pokazywania się na targach AVN Adult Entertainment Expo i gali wręczenia nagród AVN Awards - Oscarów branży porno.
W czerwcu 2020 prokuratura w Los Angeles wystosowała przeciwko Jeremy’emu akt oskarżenia dotyczący napaści seksualnej i gwałtu na czterech kobietach. Następnie pojawiły się koleje doniesienia, w których aż 25 kobiet twierdziło, że padło jego ofiarą. Potem pojawiło się 20 kolejnych zarzutów dotyczących 13 kobiet. Oscylują one wokół całego spektrum przestępstw seksualnych – od molestowania seksualnego, przez gwałty (w tym z użyciem przedmiotów oraz na nieletnich) po sodomię. Wiek ofiar mieści się w przedziale 15-54 lata. Pierwsze oskarżenia dotyczą 2004 roku, a ostatnie tegorocznego sylwestra. To znacząco rozszerzyło zakres jego „działalności” badany przez prokuraturę (dotąd mówiono o latach 2014–2019). Ron Jeremy przebywa obecnie w areszcie w Los Angeles, a jego kaucja wynosi aż 6 600 000 dolarów. Jeremy wypiera się wszystkich zarzutów. Jak podają zagraniczne media, jeśli oskarżenia okażą się prawdziwe, grozi mu nawet 250 lat więzienia. Do zdarzeń tych miało dojść na przestrzeni lat 2014–2019 w Zachodnim Hollywood.
17 marca 2022 proces 69–letniego Jeremy’ego został zawieszony w oczekiwaniu na badanie zdrowia psychicznego, po tym, jak doniesiono, że Jeremy jest „niespójny” i nie jest w stanie rozpoznać własnego prawnika, a następnie został przeniesiony do ośrodka zdrowia psychicznego.
Film dokumentalny Channel 4 Porn King: The Rise & Fall of Ron Jeremy przedstawiający historię zarzutów przeciwko Ronowi Jeremy’emu i zawierający wywiady z niektórymi rzekomymi ofiarami, w tym Ginger Banks i Tana Lee, miał premierę 15 sierpnia 2022.

## Życie prywatne
29 stycznia 2013 Ron Jeremy zgłosił się do szpitala Cedars-Sinai Medical Center w Los Angeles, uskarżając się na bóle w klatce piersiowej. Jego stan szybko się pogarszał i trafił na badania. Lekarze postawili diagnozę: tętniak w bezpośredniej okolicy serca, na drugi dzień przeszedł operację. Trzy tygodnie później został zwolniony ze szpitala.
Przyjaźnił się z Dennisem Hofem, republikańskim kandydatem i właścicielem domów publicznych w Nevadzie, który wygrał wybory do izby niższej stanowego parlamentu.

## Publikacje
- Ron Jeremy: The Hardest (Working) Man in Showbiz. HarperCollins, 2008. ISBN 978-0-06-084083-9.
- Steven St. Croix: Porn Star-Everything You Want To Know And Are Embarrassed To Ask. Kindle, 2013. ISBN 1-4928-5450-6.
- Kendra DeColo: My Dinner with Ron Jeremy. Third Man Books, 2016. ISBN 0-9913361-4-3.

## Nagrody
| Rok  | Nagroda                                        | Kategoria                                | Film                                                 | Inni wykonawcy    |
| ---- | ---------------------------------------------- | ---------------------------------------- | ---------------------------------------------------- | ----------------- |
| 1985 | AFAA Award (Adult Film Association of America) | Najlepszy aktor drugoplanowy             | Raoul w Suzie Superstar (1983)                       | –                 |
| 1985 | AFAA Award (Adult Film Association of America) | Najlepszy aktor drugoplanowy             | Mike w Do oporu! (All the Way In!, 1984)             | –                 |
| 1985 | XRCO Award                                     | Ekstatyczna scena oralna                 | Sukulent (Succulent, 1983)                           | Little Oral Annie |
| 1986 | AVN Award                                      | Najlepszy aktor drugoplanowy             | Candy Stripers II (1985)                             | –                 |
| 1988 | XRCO Award                                     | Orgazmiczna scena oralna                 | Firestorm II (1987)                                  | Patrice Trudeau   |
| 1991 | AVN Award                                      | Najlepszy aktor drugoplanowy             | Lloyd Dixon w Grając nieczysto (Playin' Dirty, 1991) | –                 |
| 2004 | Ninfa                                          | Najlepszy aktor                          | Genie w The Magic Sex Genie (2004)                   | –                 |
| 2006 | F.A.M.E. Awards                                | Ulubiony aktor dla dorosłych             | –                                                    | –                 |
| 2007 | XRCO Award                                     | Ulubiony mainstream mediów dla dorosłych | –                                                    | –                 |
| 2007 | Nightmoves Adult Entertainment Award           | Nightmoves Hall Of Fame                  | –                                                    | –                 |
| 2012 | AVN Award                                      | Crossoverowa gwiazda roku                | –                                                    | –                 |
| 2013 | The Sex Award                                  | Nagroda za całokształt twórczości        | –                                                    | –                 |
| 2013 | Fanny Award                                    | Nagroda za całokształt twórczości        | –                                                    | –                 |
| 2015 | Italian Porn Award                             | Nagroda za całokształt twórczości        | –                                                    | –                 |
| 2016 | Raven’s Eden Award                             | Aleja Sław (Hall of Fame)                | –                                                    | –                 |

## Filmografia
Filmy fabularne
| Rok  | Tytuł                                                                                  | Rola                                                     | Reżyser                      |
| ---- | -------------------------------------------------------------------------------------- | -------------------------------------------------------- | ---------------------------- |
| 1977 | Czy moge to robić zanim będę potrzebował okularów? (Can I Do It 'Till I Need Glasses?) | sponsor                                                  | I. Robert Levy               |
| 1984 | Pogromcy duchów (Ghostbusters)                                                         | człowiek w tyle barykady                                 | Ivan Reitman                 |
| 1986 | Ostra rozgrywka (52 Pick-up)                                                           | bywalec na przyjęciu                                     | John Frankenheimer           |
| 1989 | Kula w łeb (Dead Bang)                                                                 | rowerzysta                                               | John Frankenheimer           |
| 1989 | Zimny gniew (Caged Fury)                                                               | pryszczaty                                               | Bill Milling                 |
| 1990 | Ojciec chrzestny III (The Godfather Part III)                                          | człowiek obgryzający wykałaczkę w tłumie – przy o9:16:34 | Francis Ford Coppola         |
| 1993 | Super Hornio Brothers                                                                  | Squeegie Hornio                                          | Buck Adams                   |
| 1993 | Napad (Killing Zoe)                                                                    | dozorca bankowy                                          | Roger Avary                  |
| 1994 | Pościg (The Chase)                                                                     | kamerzysta Kanału 3                                      | Adam Rifkin                  |
| 1994 | Class of Nuke 'Em High 3: The Good, the Bad and the Subhumanoid                        | profesor                                                 | Eric Louzil                  |
| 1994 | Niebezpieczeństwo (The Dangerous)                                                      | dyrektor                                                 | Maria Dante, Rod Hewitt      |
| 1996 | Tromeo i Julia (Tromeo and Juliet)                                                     | obywatel Tromaville                                      | Lloyd Kaufman                |
| 1997 | George Wallace                                                                         | demonstrator                                             | John Frankenheimer           |
| 1997 | Orgazmo                                                                                | Clark / Jizzmaster Zero                                  | Trey Parker                  |
| 1998 | Terror Firmer                                                                          | ojciec Caseya                                            | Lloyd Kaufman                |
| 1998 | Klub 54 (54)                                                                           | Ron                                                      | Mark Christopher             |
| 1998 | Ronin                                                                                  | handlarz ryb                                             | John Frankenheimer           |
| 1999 | Detroit Rock City                                                                      | MC, mężczyzna w klubie ze striptizem                     | Adam Rifkin                  |
| 1999 | Święci z Bostonu (The Boondock Saints)                                                 | Vincenzo Lapazzi, prawa ręka Yakavetty                   | Troy Duffy                   |
| 2000 | Wirtualny seks/Dziewica na żywo (American Virgin)                                      | sierżant za biurkiem                                     | Jean-Pierre Marois           |
| 2000 | Uwikłany (Reindeer Games)                                                              | więzień                                                  | John Frankenheimer           |
| 2000 | Citizen Toxie: Toxic Avenger IV                                                        | major Goldberg                                           | Lloyd Kaufman                |
| 2001 | Night at the Golden Eagle                                                              | Ray                                                      | Adam Rifkin                  |
| 2002 | Żyć szybko, umierać młodo (The Rules of Attraction)                                    | pianista                                                 | Roger Avary                  |
| 2002 | Więzienie dla świrów (Back by Midnight)                                                | człowiek z uszami żony                                   | Harry Basil                  |
| 2003 | Optymizm (Optimism)                                                                    | czcigodny Marty                                          | Christian McDonald           |
| 2003 | Bruce Wszechmogący (Bruce Almighty)                                                    | człowiek w gościnie                                      | Tom Shadyac                  |
| 2003 | Tajemnice Las Vegas (Paris)                                                            | barman                                                   | Ramin Niami                  |
| 2005 | Życzenie śmierci Charliego (Charlie’s Death Wish)                                      | kapitan Al Rosenberg                                     | Jeff Leroy                   |
| 2007 | Homo Erectus                                                                           | Oog                                                      | Adam Rifkin                  |
| 2009 | Adrenalina 2. Pod napięciem (Crank: High Voltage)                                      | w roli samego siebie                                     | Mark Neveldine, Brian Taylor |
| 2009 | Trade In                                                                               | Richard Steadman                                         | Jackie Lee James             |
| 2010 | Big Money Rustlas                                                                      | Wilk Grizzly                                             | Paul Andresen                |
| 2013 | Skum Rocks! (film dokumentalny)                                                        | w roli samego siebie                                     | Clay Westervelt              |

Seriale TV
- 2000: Nash Bridges jako “El Diablo”
- 2001: Głowa rodziny (Family Guy) jako Ron Jeremy (głos)
- 2001: Ja się zastrzelę (Just Shoot Me!) jako kamerzysta
- 2003: Pizza jako gwiazdor porno

Teledyski
| Rok  | Tytuł                                 | Artysta                                      |
| ---- | ------------------------------------- | -------------------------------------------- |
| 1995 | „Date Rape”                           | Sublime                                      |
| 1997 | „No Tengo Dinero”                     | Los Umbrellos                                |
| 1999 | „Cowboy”                              | Kid Rock                                     |
| 2002 | „We Are All Made of Stars”            | Moby                                         |
| 2007 | „The Plot to Bomb the Panhandle”      | A Day to Remember                            |
| 2008 | „Who’s Ya Daddy”                      | Necro                                        |
| 2009 | „10 Miles Wide”                       | Escape the Fate                              |
| 2011 | „Sexy and I Know IT”                  | LMFAO                                        |
| 2012 | „Casual Sex”                          | My Darkest Days                              |
| 2013 | „This Is What It Feels Like”          | Armin van Buuren (gościnnie: Trevor Guthrie) |
| 2013 | „Wrecking Ball” (parodia Miley Cyrus) | Bart Baker                                   |
| 2017 | „Show Me”                             | Loud Luxury & Nikki's Wives                  |